# Futurología

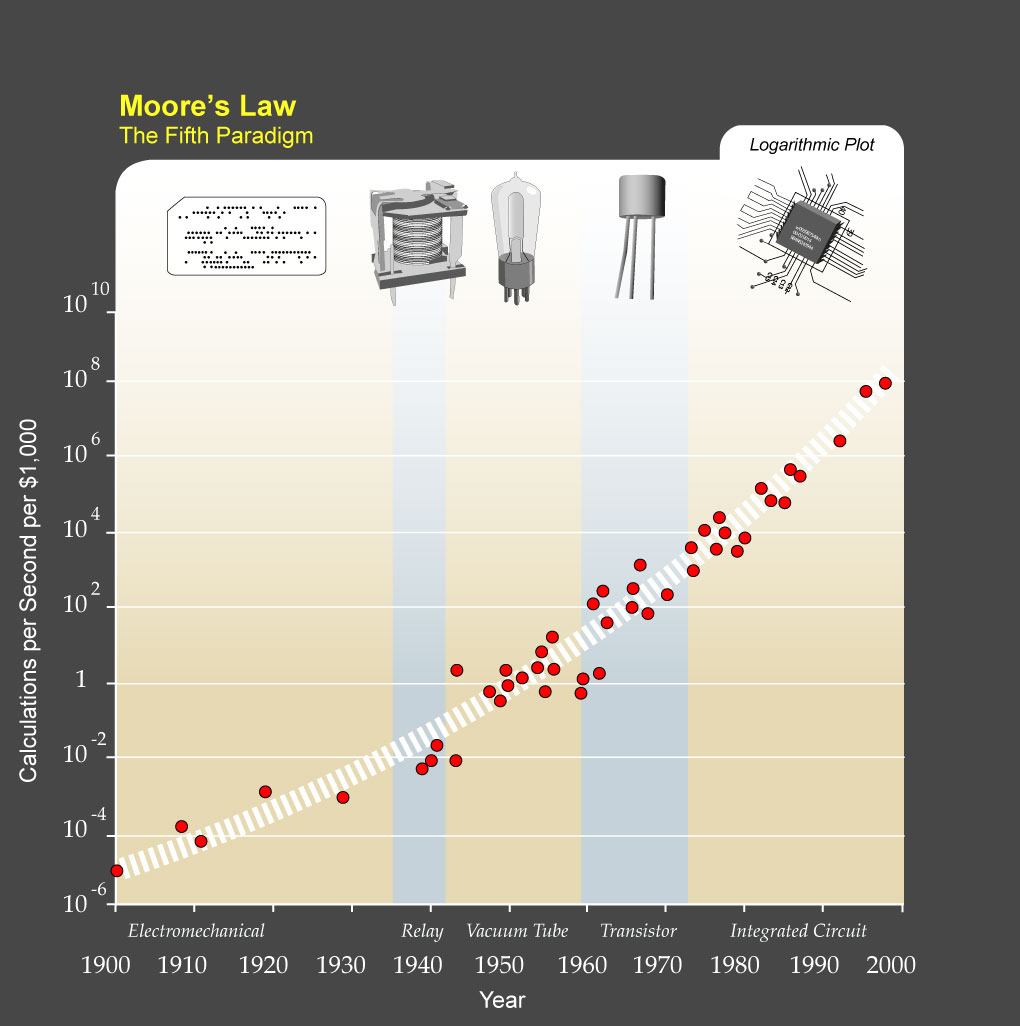
La ley de Moore es un ejemplo de estudios del futuro; es una colección estadística de tendencias pasadas y presentes con el objetivo de extrapolar con precisión las tendencias futuras.

Estudios del futuro (también llamado futurología) es el estudio de los futuros: posible, probable y preferible, así como las visiones del mundo y mitos debajo de ellos. Existe un debate acerca de si esta disciplina es un arte o una ciencia. En general, puede ser considerada como una rama de las ciencias sociales y paralela al área de la historia (la historia estudia el pasado, los estudios del futuro consideran el futuro). Los estudios del futuro (coloquialmente llamados “futuros” por muchos de los profesionales de esta disciplina) buscan entender qué cosas posiblemente continuarán y cuáles pueden plausiblemente cambiar. Así pues, parte de esta disciplina busca un entendimiento sistémico basado en el reconocimiento de patrones en el pasado y presente para determinar la posibilidad de futuros eventos y tendencias. Diferente a las ciencias naturales, donde sistemas más delimitados y específicos son estudiados, los estudios del futuro hacen referencia a un mucho más grande y complejo sistema global. La metodología y conocimiento han sido menos demostrados en comparación a las ciencias naturales o incluso las ciencias sociales como la sociología, economía y ciencias políticas.

## Introducción
La futurología es una disciplina o más bien un campo de conocimiento interdisciplinario, con un conjunto de metodologías orientadas a la previsión del futuro. Entre los futurólogos han destacado los tecnólogos, los inventores y los divulgadores científicos con interés por la sociología, la evolución de la cultura o la psicología social. Los futurólogos tratan de imaginar escenarios futuros posibles, denominados futuribles, y en ocasiones de determinar su probabilidad, con el fin último de planificar las acciones necesarias para evitar o acelerar su ocurrencia.
Existen dos corrientes principales en el estudio de la futurología a nivel mundial. La primera corriente es de origen norteamericano; la segunda es europea principalmente francesa:
- Desde 1946, una sinergia entre la Fuerza Aérea de los Estados Unidos y la Compañía Douglas Aircraft había progresado en la creación de la Rand Corporation (Rand, es un acrónimo de Research and Development) y que hasta 1960 se dedicó casi exclusivamente a realizar estudios para la fuerza aérea.[2] Uno de sus primeros trabajos fue la necesidad de desarrollar un nuevo sistema armamentista pero existía incertidumbre de tipo militar, político y geoestratégico.[3] Se le encargó a la Rand Corporation realizar estos estudios. Con esa corporación se iniciaron las técnicas hoy conocidas como método Delphi para obtener y sintetizar la opinión de expertos y un enfoque conocido como análisis de sistemas. Esta corriente estudia el futuro sólo para conocerlo; indaga lo que tienda a mejorar nuestro conocimiento sobre el mismo.
- La otra corriente es la europea que busca comprender el futuro para influir en él para transformar la realidad como apunta el inicio de este artículo. Desde esta otra perspectiva, la futurología es entendida como una sistemática mental que, en su tramo más importante, viene desde el futuro hacia el presente; primero anticipando la configuración de un futuro deseable, luego, reflexionando sobre el presente desde ese futuro imaginado, para -finalmente- concebir estrategias de acción tendientes a alcanzar el futuro objetivado como deseable. Por su propia naturaleza la futurología no es una ciencia convencional ya que sus aseveraciones no pueden ser comprobadas en cualquier momento, sus predicciones generalmente son comprobables tras algunas generaciones.

Otras denominaciones son utilizadas en otros contextos culturales. Así, en el ámbito anglosajón la denominación genérica es futures studies y todo aquello que en ciertos contextos es traducido por prospectiva. Recientemente, ha aparecido un nuevo concepto foresight, que se ha utilizado profusamente en el Reino Unido y en el ámbito de la Unión Europea, pero que no presenta una especificidad muy clara respecto a los términos futurology o future studies o prescience.
La futurología es un campo interdisciplinario que estudia tanto los cambios de ayer como los de hoy, agregando y analizando las estrategias legales y profesionales, y las opiniones con respecto al mañana. Incluye el análisis de las fuentes, patrones, las causas del cambio, la estabilidad en el intento de desarrollar el pronóstico y de planear futuros posibles y escenarios prospectivos. La futurología (futures studies), y una de sus subdisciplinas, el pronóstico estratégico, es el término más usado en el campo académico en el mundo angloparlante.
Pronóstico puede ser el término más antiguo para este campo. En una entrevista en 1932, el autor H. G. Wells pidió el establecimiento de los "Departamentos y profesores del Pronóstico", presagiando el desarrollo de la futurología moderna 40 años antes. La futurología es un término común en las enciclopedias, aunque se usa casi exclusivamente por los no-profesionales en el ramo, actualmente, al menos en el mundo anglosajón. La futurología es definida como el "estudio del futuro". El término fue ideado por el profesor alemán Ossip K. Flechteim en la década de los cuarenta, quien lo propuso como una nueva rama del conocimiento que incluiría la nueva ciencia de la probabilidad. Este término ha perdido aceptación en las últimas décadas debido a que los profesionales modernos señalan la importancia de los futuros alternativos en vez del futuro monolítico, y las limitaciones de predicción y la probabilidad, contra la creación de futuros posibles y preferibles.

## Probabilidad y predictibilidad
Se ha descubierto que algunos aspectos de predicción del futuro, como la mecánica celeste, son altamente predecibles mediante modelos matemáticos bien conocidos, que además pueden describirse a través de modelos matemáticos relativamente simples. Otros sistemas físicos como la meteorología es describible mediante modelos matemáticos bien conocidos, pero al presentar alta sensibilidad a las condiciones, no son predecibles de facto a medio y largo plazo. Otro tipo de predictibilidad tiene que ver con la recurrencia estadística, algunos sistemas no son o no parecen deterministas, sin embargo, ciertos hechos aparecen recurrente con distribuciones de probabilidad relativamente fijas.
Tal como se practica actualmente los futuristas o futurólogos especulan sobre el futuro con base en analogías, creatividad e imaginación, más que en modelos formales preestablecidos, ya que se considera que en líneas generales no se conocen modelos matemáticos capaces de pronosticar con precisión la evolución de la tecnología o la estructura de las sociedades humanas.
Para los detractores del determinismo, sería lógico suponer que nada de lo que sucederá es necesariamente una consecuencia inescapable de lo que ha ocurrido y existe hoy. Para los partidarios del determinismo en cambio, no hay nada externo al sistema que pueda agregar factores imprevisibles. Con lo que concluiríamos que todos los datos para prever el futuro están en el presente y en el pasado y la declaración unívoca de lo que va a ocurrir está solo limitado por nuestra capacidad de ver y razonar sobre lo que hoy será causa de un futuro. Los matemáticos, científicos y físicos puedan anunciar con mucha precisión que la estrella Gliese 710 estará a una distancia de 1,1 años luz del Sol dentro de 1,4 millones de años y eso ocasionará peligro de lluvias de meteoritos sobre nuestro planeta pero nadie habla de algunas cosas que son millones de veces más peligrosas, probables e inminentes: por ejemplo, que alguien esté construyendo en un sótano del centro de una gran ciudad, una bomba nuclear, que unas secta esté entrenando tigres para conquistar el mundo o algo todavía más destructivo de lo que seguramente hay disponibilidad en este momento. Anticipar estos sucesos depende del conocimiento de muchísimas disciplinas pero si todo lo supiéramos no habría futuro desconocido o imprevisto. Un sistema es perfectamente predictible cuando se cumple tres propiedades importantes:
- El sistema es determinista y se rige por leyes fijas y conocidas, experimentalmente bien comprobadas.
- El sistema es estructuralmente estable, a lo largo de su evolución la aparición de elementos poco conocidos en el momento de establecer las leyes de comportamiento no alterarán de manera significativa como responde el sistema.
- El sistema no es caótico, los sistemas caóticos son sistemas deterministas, estructuralmente estables pero tienen una alta dependencia de las condiciones iniciales, por lo que un conocimiento imperfecto del estado del sistema en la actualidad, hace que cualquier intento de inferir su estado en el futuro acumule errores notables hasta hacer que las predicciones queden completamente falseadas por dichos errores.

Cuando un sistema no es determinista o es caótico, muchas veces sucede que si bien la aparición de ciertos hechos concretos no es predecible, sí pueden darse probabilidades razonables de dichos eventos. Esos sistemas si bien no son perfectamente predecibles pueden llegar a ser estadísticamente predecibles. El número de nacimientos, muertes, el número de accidentes de tráfico, son eventos que se consideran estadísticamente predecibles, en principio el sector de los seguros se fundamenta, en ofrecer pólizas de seguro frente a eventos, que si bien no son perfectamente predecibles, sí parecen estadísticamente predecibles en cuanto al número de apariciones durante un período concreto.

## Futurología o "futurismo"
El futurismo es un movimiento artístico de vanguardia que se originó en Italia a principios del siglo xx y que intenta romper con los valores estéticos del pasado reivindicando el futuro y con él la era de la técnica moderna, la velocidad, la violencia y las máquinas.
Actitud espiritual, tecnológica, cultural, política, etc., orientada hacia el futuro.
El Diccionario Oxford de inglés traza las primeras huellas de uso (en inglés) de la expresión «futurist» en 1842, refiriéndose a las escrituras futuristas cristianas. El siguiente uso de este término se daría con los futuristas italianos y rusos de principios del siglo XX (1910-1920), un movimiento artístico, literario y político que trató de rechazar el pasado y que abrazó bastante acríticamente la velocidad, la tecnología y el cambio violento de las cosas. Curiosamente, a los primeros autores visionarios modernos como Julio Verne, Edward Bellamy, e incluso H. G. Wells no fueron caracterizados como futurólogos en su día, sino más bien como los filósofos de la previsión, término estrechamente relacionado.
El uso de «futurista» y su sinónimo «futurólogo», en el contexto moderno de pensar y analizar el futuro, comenzó a mediados de los años cuarenta, cuando el profesor alemán Ossip K. Flechtheim acuñó el término futurología proponiéndola como una nueva ciencia de la probabilidad. Flechtheim sostenía que aunque la previsión sistemática no nos desvelaran más que el subconjunto más altamente probable de procesos de cambio así como trazara su avance, seguiría teniendo un crucial valor social.
También a mediados de los años cuarenta las primeras instituciones de consulta profesional «futurista», como RAND y SRI comenzaron a participar en la planificación de largo alcance, viendo la tendencia sistemática, el desarrollo de escenarios, y la visión de futuro, primero, en relación con la Segunda Guerra Mundial y el contrato con el gobierno militar y, a partir de la década de 1950, para instituciones privadas y las corporaciones. En el periodo de fines de 1940 hasta mediados de 1960 se sentaron las bases conceptuales y metodológicas en el campo de los modernos «estudios sobre el futuro». The art of conjecture (El arte de la conjetura) de Bertrand de Jouvenel en 1963, e Inventing the future (Inventar el futuro) de Dennis Gabor, en 1964 se consideran los principales trabajos clave, y el primer curso universitario en EE. UU. dedicado enteramente al futuro fue impartido por el futurólogo Alvin Toffler en La Nueva Escuela, en 1966.
Hoy en día el término «futurista» describe con mayor frecuencia los autores, consultores, y otros líderes de organizaciones implicados en la interdisciplinariedad y el pensamiento sistémico para asesorar a organizaciones privadas y públicas sobre cuestiones tan diversas como las tendencias globales, escenarios plausibles, oportunidades en mercados emergentes, y la gestión de riesgos.
Más en general la etiqueta incluye grupos profesionales y académicos tan dispares como visionarios, consultores de previsión, estrategas corporativos, analistas políticos, críticos culturales, planificadores, comerciantes, predictores, desarrolladores de predicción de mercado, roadmappers, investigadores de operaciones, gestores de inversión, actuarios y otros analistas del riesgo, y todos los individuos orientados hacia el futuro educados en cualquier disciplina académica, incluida la antropología, estudios de la complejidad, informática, economía, ingeniería, biología evolutiva, historia, gestión, matemáticas, filosofía, ciencias físicas, ciencias químicas, ciencias políticas, psicología, sociología, teoría de sistemas, estudios de la tecnología, y otras disciplinas.
Hay un aspecto que creo tiene una influencia determinante en el grado acierto de los escenarios para los sucesos futuros y es la injerencia humana. Los sucesos del futuro que dependen de leyes naturales sin involucrar el albedrío del hombre se podrán anticipar con mayor exactitud que los que tengan alto grado de intervención humana. Esta variable agrega gran cantidad de incertidumbre y probablemente más que ninguna otra, porque si hay algo poco predecible son las decisiones de los humanos.

### Futurología
Futurología o «futures studies» (‘estudios del futuro’) a menudo se abrevia con PPPo de lo posible, probable, y futuros preferible, además de los comodines (wildcards), que son de baja probabilidad pero de alto impacto en caso de que ocurran. Incluso con alto perfil de acontecimientos probables, como la caída de los costes de telecomunicaciones, el crecimiento de la Internet, o el envejecimiento demográfico de los países, a menudo existe un considerable grado de incertidumbre en la tasa o la continuación de una tendencia. Por lo tanto, una parte clave de la futurología es la gestión de la incertidumbre y el riesgo.

### Futurólogos y futurología
No todos los futurólogos participan en la práctica de la futurología como se la define generalmente. Los futurólogos preconvencionales (véase más adelante), en general, no. Al mismo tiempo futuristas religiosos, astrólogos, ocultistas, adivinos Nueva Era, etc, que usan metodologías que incluyen el estudio, ninguna de sus revelaciones personales o trabajos basados en creencias entran dentro de una definición consensuada de la futurología, tal como se utiliza en el mundo académico o por profesionales de estudios futuros.

#### Escenarios
En el estudio del futuro es importante aplicar la metodología de escenarios para considerar una percepción dinámica de la realidad y prefigurar alternativas viables. Existen dos escuelas para diseñar escenarios: la primera se denomina la escuela de la lógica intuitiva; la segunda la Escuela de las Tendencias Probabilísticas Modificadas.
- Escuela de la Lógica Intuitiva. Pierre Wank, un planeador de la empresa Shell en Francia –familiarizado con el enfoque de Herman Kahn- comenzó a desarrollar escenarios que no tuvieron éxito porque no pasaron más allá de lo que ya conocía. Sin embargo, para 1971 consiguió el éxito al especular sobre la escasez petrolera y un incremento en el precio del petróleo.[3]

- Escuela de las Tendencias Probabilísticas Modificadas, cuenta con dos distintas metodologías: Análisis del Impacto de tendencias y Análisis del Impacto Cruzado. En detalle:
  - El Análisis del Impacto de Tendencias (TIA, por sus siglas en inglés) “expone el hecho que los métodos de pronóstico dependen de la extrapolación de datos históricos sin considerar los efectos de eventos futuros no previstos”[3] Utiliza cuatro pasos:
    1. Se recolectan los datos históricos que han de examinarse.
    2. Se usa un algoritmo para seleccionar un dato histórico específico en la curva y extrapolarlo para generar tendencias.
    3. Se desarrollan una lista de eventos no previstos que pudieran ocasionar desviaciones en las tendencias.
    4. Se apoya en jueces expertos que identifiquen la probabilidad de ocurrencia de dichos eventos no previstos en función del tiempo y del impacto que producirían para que se ajusten las extrapolaciones.

  - El Análisis de Impacto Cruzado (CIA, por sus siglas en inglés) “intenta evaluar la ocurrencia de los eventos que podrían causar desviaciones en la extrapolación de los datos históricos”[3]

### Riesgos existenciales
En el ámbito de la futurología la expresión "riesgos existenciales" alude a una situación amenazante de carácter terminal y alcance global en relación con el mundo. Dada la multiplicidad de factores involucrados en ese análisis, el estudio de los riesgos existenciales no es propiamente una disciplina científica, pero tampoco una mera visión especulativa. Se trata de un discurso en el que el especialista cree que desde la perspectiva de la humanidad como un todo, son poco significativos: "meras ondulaciones en el mar de la vida."
Los "riesgos existenciales" son de origen reciente y la humanidad no cuenta con mecanismos efectivos para su control. Los accidentes nucleares, las guerras mundiales, los terremotos, las erupciones volcánicas y las grandes epidemias han sido incontrolables a través del método de ensayo y error.

## Futurólogos notables
- Alvin Toffler
- Arthur C. Clarke
- Arthur Harkins[7]
- Bertrand de Jouvenel
- Carl Sagan
- Daniel Bell
- Freeman Dyson
- Gaston Berger
- Gerard K. O'Neill
- Herman Kahn
- Isaac Asimov
- Jacque Fresco
- John Naisbitt
- José Luis Cordeiro
- Michio Kaku[8]
- Nick Bostrom
- Ossip Flechtheim
- Nikolái Fiódorovich Fiódorov
- Patrick Dixon[9]
- Peter Schwartz
- Ray Kurzweil[8]
- R. Buckminster Fuller
- Stephen Hawking[10][11]
- Thorkil Kristensen
- Walt Disney